# Мераб Нінідзе
Мераб Нінідзе (нар. 3 листопада 1965, Тбілісі, СРСР) — радянський та грузинський актор театру і кіно. Закінчив Тбіліський театральний інститут ім. Шота Руставелі (акторський факультет).

## Вибіркова фільмографія
- Покаяння (1984)
- В одному маленькому місті (1985)
- Щабель (1986)
- Ніде в Африці (2001)
- Четверта влада (2012)
- Міст шпигунів (2015)
- Код: Залізна кора (2020)
- Конклав (2024)